# 범어 센트럴 푸르지오
범어 센트럴 푸르지오(영어: Beomeo Central Prugio)는 대한민국 대구광역시 수성구 범어동에 위치한 마천루이다.

## 초등학교 통학구역
- 대구동천초등학교

## 같이 보기
- 대구광역시의 마천루 목록